# Amours grises et Colères rouges
Albums de Les Ogres de Barback
20 ans !
(2015)
Amours grises et Colères rouges est le seizième album du groupe Les Ogres de Barback, sorti en France le 15 mars 2019.

## Contenu
L'album contient quatorze chansons, interprétées par les Ogres de Barback et deux invités pour la chanson Il y a ta bouche : Magyd Cherfi et Lior Shoov.
L'album s'ouvre sur la chanson Vous n'aurez pas ma haine, inspirée d'une tribune publiée par Antoine Leiris à la suite des Attentats du 13 novembre 2015 en France.